# La Liga 2006–07
Giải vô địch bóng đá Tây Ban Nha 2006-07 hay La Liga 2006–07, là mùa giải thứ 76 của La Liga kể từ khi nó được thành lập, bắt đầu từ ngày 27 tháng 8 năm 2006 và kết thúc vào ngày 17 tháng 6 năm 2007. Real Madrid đã giành chức vô địch La Liga nhờ có thành tích đối đầu tốt hơn Barcelona trong một mùa giải đầy gay cấn cho đến những ngày cuối cùng. Celta de Vigo, Real Sociedad và Gimnàstic de Tarragona là các câu lạc bộ bị xuống hạng.
Barça đã nắm giữ vị trí đầu bảng trong phần lớn mùa giải trong khi đại kình địch Real Madrid chỉ đứng ở vị trí thứ 4 với 6 điểm ít hơn. Tuy vậy, Barça lại bắt đầu thể hiện 1 lối chơi thiếu chắc chắn kể từ sau tháng 1, trong khi phong độ của Madrid trong thời điểm này lại dần được cải thiện. Ngày 12 tháng 5 năm 2007, Real Madrid soán vị trí số 1 lần đầu tiên trong cả mùa giải sau khi đánh bại Espanyol 4-3. Ngay sau chiến thắng lịch sử của Madrid trước Espanyol, Barca đã đánh mất điểm với trận hòa 1-1 trước Real Betis. Nhờ thành tích đối đầu tốt hơn, Madrid đã dẫn đầu bảng xếp hạng khi La Liga chỉ còn 4 vòng đấu nữa. Vào ngày áp chót của mùa giải, Barça thất bại trong việc vượt qua đối thủ cùng thành phố Espanyol trong trận derby Barcelona khi để bị cầm hòa 2-2. ở vòng đấu cuối, Barca đã đè bẹp Gimnastic 5-1, nhưng Madrid cũng đánh bại Mallorca với tỉ số 3-1 và giành chức vô địch nhờ lợi thế về thành tích đối đầu.

## Thăng hạng và xuống hạng
Đội thăng hạng từ Segunda División 2005–06
- Recreativo de Huelva
- Gimnàstic de Tarragona
- Levante UD

Đội xuống hạng tới Segunda División 2006–07
- Deportivo Alavés
- Cádiz CF
- Málaga CF

## Thông tin đội bóng

### Sân vận động và vị trí
| Câu lạc bộ             | Sân vận động                        | Sức chứa |
| ---------------------- | ----------------------------------- | -------- |
| FC Barcelona           | Camp Nou                            | 98.772   |
| Real Madrid            | Santiago Bernabéu                   | 80.354   |
| RCD Espanyol           | Sân vận động Olympic Lluís Companys | 55.926   |
| Atlético Madrid        | Vicente Calderón                    | 55.005   |
| Valencia CF            | Mestalla                            | 55.000   |
| Betis                  | Manuel Ruiz de Lopera               | 52,132   |
| Sevilla FC             | Ramón Sánchez Pizjuán               | 45.500   |
| Athletic Bilbao        | San Mamés                           | 39.750   |
| Deportivo de La Coruña | Riazor                              | 34,600   |
| Zaragoza               | La Romareda                         | 34,596   |
| Celta de Vigo          | Estadio Balaídos                    | 32,500   |
| Real Sociedad          | Anoeta                              | 32,200   |
| Levante UD             | Ciudad de Valencia                  | 25,354   |
| RCD Mallorca           | ONO Estadi                          | 23,142   |
| Villarreal CF          | El Madrigal                         | 23.000   |
| Racing de Santander    | El Sardinero                        | 22,400   |
| Recreativo de Huelva   | Nuevo Colombino                     | 19,860   |
| CA Osasuna             | Estadio Reyno de Navarra            | 19,553   |
| Getafe CF              | Coliseum Alfonso Pérez              | 16,300   |
| Gimnàstic de Tarragona | Nou Estadi                          | 14,500   |

## Bảng xếp hạng
| XH | Đội                 | Tr | T  | H  | T  | BT | BB | HS  | Đ  | Lên hay xuống hạng                             | Thành tích đối đầu      |
| -- | ------------------- | -- | -- | -- | -- | -- | -- | --- | -- | ---------------------------------------------- | ----------------------- |
| 1  | Real Madrid (C)     | 38 | 23 | 7  | 8  | 66 | 40 | +26 | 76 | Vòng bảng UEFA Champions League 2007-08        | RMA 2–0 BAR BAR 3–3 RMA |
| 2  | Barcelona           | 38 | 22 | 10 | 6  | 78 | 33 | +45 | 76 | Vòng bảng UEFA Champions League 2007-08        | RMA 2–0 BAR BAR 3–3 RMA |
| 3  | Sevilla             | 38 | 21 | 8  | 9  | 64 | 35 | +29 | 71 | Vòng loại thứ ba UEFA Champions League 2007-08 |                         |
| 4  | Valencia            | 38 | 20 | 6  | 12 | 57 | 42 | +15 | 66 | Vòng loại thứ ba UEFA Champions League 2007-08 |                         |
| 5  | Villarreal          | 38 | 18 | 8  | 12 | 48 | 44 | +4  | 62 | Vòng thứ nhất Cúp UEFA 2007-08                 |                         |
| 6  | Zaragoza            | 38 | 16 | 12 | 10 | 55 | 43 | +12 | 60 | Vòng thứ nhất Cúp UEFA 2007-08                 | ATM 0–1 ZAR ZAR 1–0 ATM |
| 7  | Atlético Madrid     | 38 | 17 | 9  | 12 | 46 | 39 | +7  | 60 | Vòng 3 UEFA Intertoto Cup 2007                 | ATM 0–1 ZAR ZAR 1–0 ATM |
| 8  | Recreativo          | 38 | 15 | 9  | 14 | 54 | 52 | +2  | 54 |                                                |                         |
| 9  | Getafe              | 38 | 14 | 10 | 14 | 39 | 33 | +6  | 52 | Vòng thứ nhất Cúp UEFA 2007-08 1               |                         |
| 10 | Racing Santander    | 38 | 12 | 14 | 12 | 42 | 48 | −6  | 50 |                                                |                         |
| 11 | Espanyol            | 38 | 12 | 13 | 13 | 46 | 53 | −7  | 49 | MAL 1–0 ESP ESP 3–1 MAL                        |                         |
| 12 | Mallorca            | 38 | 14 | 7  | 17 | 41 | 47 | −6  | 49 | MAL 1–0 ESP ESP 3–1 MAL                        |                         |
| 13 | Deportivo La Coruña | 38 | 12 | 11 | 15 | 32 | 45 | −13 | 47 |                                                |                         |
| 14 | Osasuna             | 38 | 13 | 7  | 18 | 51 | 49 | +2  | 46 |                                                |                         |
| 15 | Levante             | 38 | 10 | 12 | 16 | 37 | 53 | −16 | 42 |                                                |                         |
| 16 | Betis               | 38 | 8  | 16 | 14 | 36 | 49 | −13 | 40 | BET 3–0 ATH ATH 1–2 BET                        |                         |
| 17 | Athletic Bilbao     | 38 | 10 | 10 | 18 | 44 | 62 | −18 | 40 | BET 3–0 ATH ATH 1–2 BET                        |                         |
| 18 | Celta de Vigo       | 38 | 10 | 9  | 19 | 40 | 59 | −19 | 39 | Xuống chơi tại Segunda División                |                         |
| 19 | Real Sociedad       | 38 | 8  | 11 | 19 | 32 | 47 | −15 | 35 | Xuống chơi tại Segunda División                |                         |
| 20 | Gimnàstic           | 38 | 7  | 7  | 24 | 34 | 69 | −35 | 28 | Xuống chơi tại Segunda División                |                         |

Nguồn: LFP
Quy tắc xếp hạng: 1st Điểm; 2nd Điểm thành tích đối đầu; 3rd Hiệu số bàn thắng thành tích đối đầu; 4th Bàn thắng thành tích đối đầu; 5th Hiệu số bàn thắng; 6th Số bàn thắng; 7th Điểm số Giải phong cách..
1Sevilla, đội vô địch Copa del Rey 2006–07, giành quyền tham dự UEFA Champions League 2007–08, đội thua cuộc trong trận chung kết Getafe được nhật 1 suất tham dự Vòng thứ nhất UEFA Cup 2007–08.
(VĐ) = Vô địch; (XH) = Xuống hạng; (LH) = Lên hạng; (O) = Thắng trận Play-off; (A) = Lọt vào vòng sau. 
Chỉ được áp dụng khi mùa giải chưa kết thúc: 
(Q) = Lọt vào vòng đấu cụ thể của giải đấu đã nêu; (TQ) = Giành vé dự giải đấu, nhưng chưa tới vòng đấu đã nêu.
Thành tích đối đầu: Được áp dụng khi số liệu thành tích đối đầu được dùng để xếp hạng các đội bằng điểm nhau.

## kết quả thi đấu
Cập nhật lần cuối ngày 17 tháng 6 năm 2007 
Đội chủ nhà được liệt kê ở cột bên tay trái. Màu xanh: đội chủ nhà thắng. Màu đỏ: đội chủ nhà thua.
| Câu lạc bộ             | ATH | ATM | BAR | BET | CEL | DEP | ESP | GET | LEV | MAL | NAS | OSA | RAC | RMA | RSO | REC | SEV | VAL | VIL | ZAR |
| ---------------------- | --- | --- | --- | --- | --- | --- | --- | --- | --- | --- | --- | --- | --- | --- | --- | --- | --- | --- | --- | --- |
| Athletic Bilbao        |     | 1-4 | 1-3 | 1-2 | 0-1 | 1-1 | 2-1 | 2-0 | 2-0 | 1-0 | 0-2 | 0-3 | 0-0 | 1-4 | 1-1 | 4-2 | 1-3 | 1-0 | 0-1 | 0-0 |
| Atlético Madrid        | 1-0 |     | 0-6 | 0-0 | 2-3 | 2-0 | 1-2 | 1-0 | 2-1 | 1-1 | 0-0 | 1-0 | 1-1 | 1-1 | 1-1 | 2-1 | 2-1 | 0-1 | 3-1 | 0-1 |
| FC Barcelona           | 3-0 | 1-1 |     | 1-1 | 3-1 | 2-1 | 2-2 | 1-0 | 1-0 | 1-0 | 3-0 | 3-0 | 2-0 | 3-3 | 1-0 | 3-0 | 3-1 | 1-1 | 4-0 | 3-1 |
| Betis                  | 3-0 | 0-1 | 1-1 |     | 1-0 | 1-1 | 1-1 | 0-2 | 2-1 | 0-1 | 1-1 | 0-5 | 1-1 | 0-1 | 0-1 | 0-0 | 0-0 | 2-1 | 3-3 | 1-1 |
| Celta de Vigo          | 1-1 | 1-3 | 2-3 | 2-1 |     | 1-0 | 0-2 | 2-1 | 1-2 | 0-3 | 1-1 | 0-2 | 2-2 | 1-2 | 0-0 | 1-2 | 1-2 | 3-2 | 1-1 | 1-1 |
| Deportivo de La Coruña | 0-2 | 1-0 | 1-1 | 0-1 | 0-1 |     | 0-0 | 1-0 | 0-0 | 1-0 | 1-0 | 1-0 | 0-0 | 2-0 | 2-0 | 2-5 | 1-2 | 1-2 | 2-0 | 3-2 |
| RCD Espanyol           | 3-2 | 2-1 | 3-1 | 2-2 | 2-1 | 1-3 |     | 1-5 | 1-1 | 3-1 | 0-1 | 0-0 | 2-2 | 0-1 | 1-0 | 0-1 | 2-1 | 1-1 | 1-1 | 1-2 |
| Getafe CF              | 0-0 | 1-4 | 1-1 | 1-1 | 1-0 | 2-0 | 0-1 |     | 0-0 | 1-0 | 0-1 | 2-0 | 1-0 | 1-0 | 1-0 | 1-1 | 0-0 | 3-0 | 3-0 | 2-2 |
| Levante UD             | 0-0 | 0-3 | 1-1 | 1-1 | 1-1 | 2-0 | 0-0 | 1-1 |     | 0-1 | 2-0 | 1-4 | 2-0 | 1-4 | 2-0 | 2-1 | 2-4 | 4-2 | 0-2 | 0-0 |
| RCD Mallorca           | 1-3 | 0-0 | 1-4 | 2-0 | 2-2 | 0-0 | 1-0 | 2-0 | 3-1 |     | 1-0 | 3-1 | 1-2 | 0-1 | 0-0 | 2-1 | 0-0 | 0-1 | 1-2 | 2-1 |
| Gimnàstic de Tarragona | 2-3 | 0-2 | 1-5 | 0-1 | 1-2 | 0-0 | 4-0 | 1-3 | 2-1 | 2-3 |     | 2-3 | 2-2 | 1-3 | 0-1 | 1-1 | 1-0 | 1-1 | 0-3 | 1-0 |
| CA Osasuna             | 1-1 | 1-2 | 0-0 | 5-1 | 0-1 | 4-1 | 0-2 | 0-2 | 2-1 | 3-0 | 2-0 |     | 0-1 | 1-4 | 2-0 | 1-1 | 0-0 | 1-1 | 1-4 | 2-2 |
| Racing de Santander    | 5-4 | 0-1 | 0-3 | 0-2 | 1-1 | 0-0 | 1-1 | 1-0 | 2-3 | 0-2 | 4-1 | 1-0 |     | 2-1 | 1-0 | 4-3 | 0-0 | 1-0 | 2-1 | 0-2 |
| Real Madrid            | 2-1 | 1-1 | 2-0 | 0-0 | 1-2 | 3-1 | 4-3 | 1-1 | 0-1 | 3-1 | 2-0 | 2-0 | 3-1 |     | 2-0 | 0-3 | 3-2 | 2-1 | 0-0 | 1-0 |
| Real Sociedad          | 0-2 | 2-0 | 0-2 | 0-0 | 3-1 | 0-1 | 1-1 | 0-0 | 1-0 | 3-1 | 3-2 | 2-1 | 0-0 | 1-2 |     | 2-3 | 1-3 | 0-1 | 0-1 | 1-3 |
| Recreativo de Huelva   | 0-0 | 1-0 | 0-4 | 2-0 | 4-2 | 1-1 | 0-1 | 1-2 | 0-1 | 1-1 | 2-1 | 2-0 | 4-2 | 2-3 | 1-0 |     | 1-3 | 2-0 | 2-1 | 1-1 |
| Sevilla FC             | 4-1 | 3-1 | 2-1 | 3-2 | 2-0 | 4-0 | 3-1 | 1-0 | 4-0 | 1-2 | 2-1 | 2-0 | 0-0 | 2-1 | 0-0 | 2-1 |     | 3-0 | 0-1 | 3-1 |
| Valencia CF            | 1-1 | 3-1 | 2-1 | 2-1 | 1-0 | 4-0 | 3-2 | 2-0 | 3-0 | 3-1 | 4-0 | 1-0 | 0-2 | 0-1 | 3-3 | 2-0 | 2-0 |     | 2-3 | 2-0 |
| Villarreal CF          | 3-1 | 0-1 | 2-0 | 3-2 | 1-0 | 0-2 | 0-0 | 1-0 | 1-1 | 2-1 | 2-0 | 1-4 | 2-1 | 1-0 | 1-1 | 0-1 | 0-0 | 0-1 |     | 3-2 |
| Zaragoza               | 4-3 | 1-0 | 1-0 | 2-1 | 2-0 | 1-1 | 3-0 | 3-1 | 2-2 | 2-0 | 3-0 | 1-2 | 0-0 | 2-2 | 3-2 | 0-0 | 2-1 | 0-1 | 1-0 |     |

## Giải thưởng

### Cúp Pichichi
Cúp Pichichi được trao cho cầu thủ ghi nhiều bàn thắng nhất trong mùa giải.
Cập nhật lần cuối ngày 17 tháng 6 năm 2007 
| Cầu thủ                 | Bàn thắng | Câu lạc bộ           |
| ----------------------- | --------- | -------------------- |
| Ruud van Nistelrooy     | 25        | Real Madrid          |
| Diego Milito            | 23        | Zaragoza             |
| Frédéric Kanouté        | 21        | Sevilla              |
| Ronaldinho              | 21        | Barcelona            |
| Diego Forlán            | 19        | Villarreal CF        |
| David Villa             | 16        | Valencia             |
| Raúl Tamudo             | 16        | Espanyol             |
| Fernando Baiano         | 15        | Celta de Vigo        |
| Fernando Torres         | 15        | Atlético Madrid      |
| Lionel Messi            | 14        | Barcelona            |
| Fernando Morientes      | 13        | Valencia             |
| Dani Güiza              | 11        | Getafe               |
| Javier Portillo         | 11        | Gimnastic Tarragona  |
| Nikola Žigić            | 11        | Racing Santander     |
| Roberto Soldado         | 11        | Osasuna              |
| Samuel Eto'o            | 11        | Barcelona            |
| Florent Sinama-Pongolle | 11        | Recreativo de Huelva |
| Luís Fabiano            | 10        | Sevilla              |
| Luis García             | 10        | Espanyol             |

### Cúp Zamora
Cúp Zamora được trao cho thủ môn có tỉ lệ để lọt lưới ít nhất.
Cập nhật lần cuối ngày 17 tháng 6 năm 2007 
| Thủ môn               | Bàn thua | Số trận | Trung bình | Câu lạc bộ          |
| --------------------- | -------- | ------- | ---------- | ------------------- |
| Roberto Abbondanzieri | 30       | 36      | 0.83       | Getafe CF           |
| Víctor Valdés         | 33       | 38      | 0.87       | FC Barcelona        |
| Leo Franco            | 28       | 32      | 0.88       | Atlético Madrid     |
| Sebastián Viera       | 25       | 28      | 0.89       | Villarreal CF       |
| Andrés Palop          | 32       | 34      | 0.94       | Sevilla FC          |
| Claudio Bravo         | 29       | 29      | 1          | Real Sociedad       |
| Santiago Cañizares    | 33       | 32      | 1.03       | Valencia CF         |
| Iker Casillas         | 40       | 38      | 1.05       | Real Madrid         |
| Toño                  | 36       | 32      | 1.13       | Racing de Santander |
| José Francisco Molina | 39       | 34      | 1.15       | Levante UD          |

### Giải phong cách
| Xếp hạng | Câu lạc bộ          | Điểm |
| -------- | ------------------- | ---- |
| 1        | Recreativo          | 84   |
| 2        | Getafe              | 103  |
| 3        | Mallorca            | 104  |
| 4        | Barcelona           | 106  |
| 5        | Villarreal          | 108  |
| 6        | Real Sociedad       | 110  |
| 7        | Gimnàstic           | 116  |
| 8        | Zaragoza            | 125  |
| 9        | Valencia            | 126  |
| 10       | Athletic Bilbao     | 129  |
| 11       | Deportivo La Coruña | 131  |
| 12       | Espanyol            | 133  |
| 13       | Real Madrid         | 135  |
| 14       | Celta Vigo          | 137  |
| 15       | Racing Santander    | 139  |
| 16       | Atlético Madrid     | 144  |
| 17       | Osasuna             | 145  |
| 18       | Levante             | 150  |
| 19       | Sevilla             | 151  |
| 20       | Betis               | 189  |

- Nguồn: Guia As de La Liga 2007-08, tr. 140 (Tạp chí thể thao)

### Giải thưởng Pedro Zaballa
Cuco Ziganda (Huấn luyện viên Osasuna) và David Belenguer (Cầu thủ của Getafe)